# Schefflera parvifoliolata
Schefflera parvifoliolata är en araliaväxtart som beskrevs av Chang Jiang Tseng och Gin Hoo. Schefflera parvifoliolata ingår i släktet Schefflera och familjen araliaväxter. IUCN kategoriserar arten globalt som akut hotad. Inga underarter finns listade.